# Tales of Brave Ulysses
Tales of Brave Ulysses è un brano musicale del gruppo musicale britannico Cream. Fa parte dell'album Disraeli Gears, pubblicato per la prima volta nel Regno Unito il 2 novembre del 1967.
In Gran Bretagna e negli Stati Uniti, il brano venne pubblicato come B-side del singolo Strange Brew nel giugno 1967. La canzone contiene uno dei primi esempi dell'utilizzo del pedale wah-wah, suonato nel brano dal chitarrista Eric Clapton.

## Il brano
Il brano fu la prima collaborazione tra Eric Clapton e l'artista Martin Sharp. Clapton compose la musica, ispirandosi al successo del 1966 Summer in the City dei Lovin' Spoonful. «Avevo conosciuto da poco Eric», raccontò Sharp, che viveva nello stesso edificio. «Gli dissi che avevo scritto una poesia. Lui, a sua volta, mi disse che aveva scritto una canzone. Così gli diedi la mia poesia. Due settimane dopo, egli la fece diventare un lato B di un 45 giri».
Nella sua autobiografia del 2007, Clapton scrisse: "Quando [nel primo incontro con Sharp] lui sentì che io ero un musicista, mi disse che aveva scritto una poesia che pensava avrebbe potuto adattarsi bene come testo di una canzone.  E così fu, io avevo in testa un'idea ispirata a una delle mie canzoni preferite dei Lovin' Spoonful intitolata Summer in the City, quindi gli chiesi di farmi leggere la poesia. Lui scrisse le parole su un fazzoletto e me lo diede;... Queste diventarono il testo della canzone Tales of Brave Ulysses.
I Cream incisero il brano agli Atlantic Studios di New York City nel maggio 1967, durante le sessioni per Disraeli Gears. Alla Atlantic furono i produttori Tom Dowd e Felix Pappalardi a lavorare con la band. Per la registrazione, Clapton utilizzò una chitarra suonata con l'effetto wah-wah.  
Tales of Brave Ulysses venne successivamente oscurata da White Room, che utilizzava una simile progressione di accordi e l'effetto wah-wah dando vita a uno dei primi successi dei Cream.